# Finnoo (métro d'Helsinki)
Finnoo (en finnois : Finnoo et en suédois : Finno) est une station de métro, passage du prolongement ouest de l'unique ligne d'infrastructure du métro d'Helsinki. Elle est située dans le nouveau quartier Finnoo de la ville d'Espoo à l'ouest d'Helsinki en Finlande.
Sa mise en service a lieu le 3 décembre 2022, à l'ouverture de la deuxième phase du projet Länsimetro.

## Situation sur le réseau

Plan du métro.

Établie en souterrain, Finnoo est une station de passage de la ligne du métro d'Helsinki, entre les stations Soukka et Matinkylä.

## Histoire
Le chantier de construction débute en 2015. Sa conception est due au cabinet PES-Arkkitehdit Oy. Ces accès sont équipés d'escaliers mécaniques et d'ascenseurs pour l'accessibilité des personnes à la mobilité réduite. Sa mise en service est un temps prévue en 2023 lors de l'ouverture à l'exploitation de l'ensemble du prolongement depuis le terminus Matinkylä, en fonction depuis 2017.

Chantier de construction
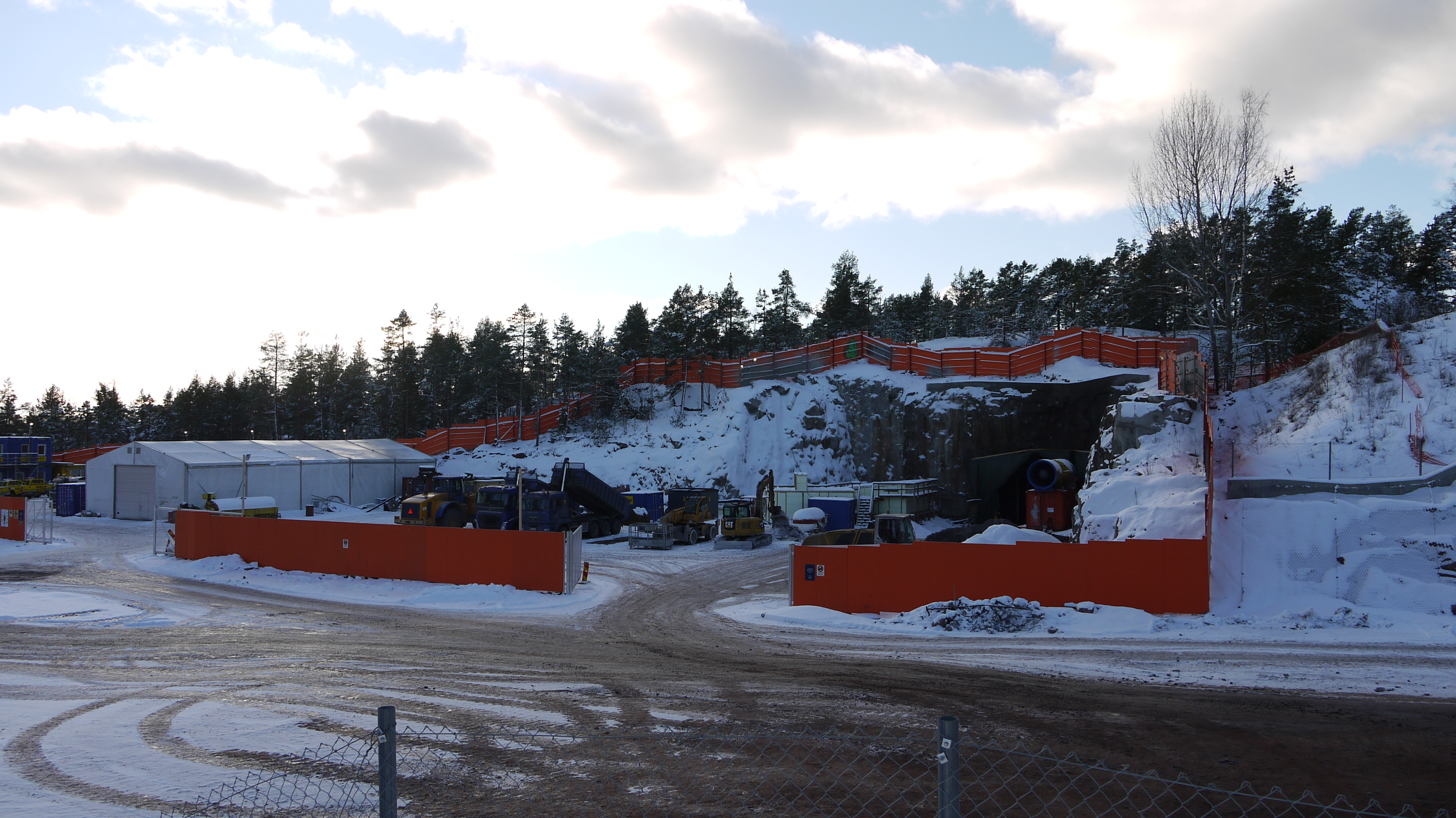
2016.
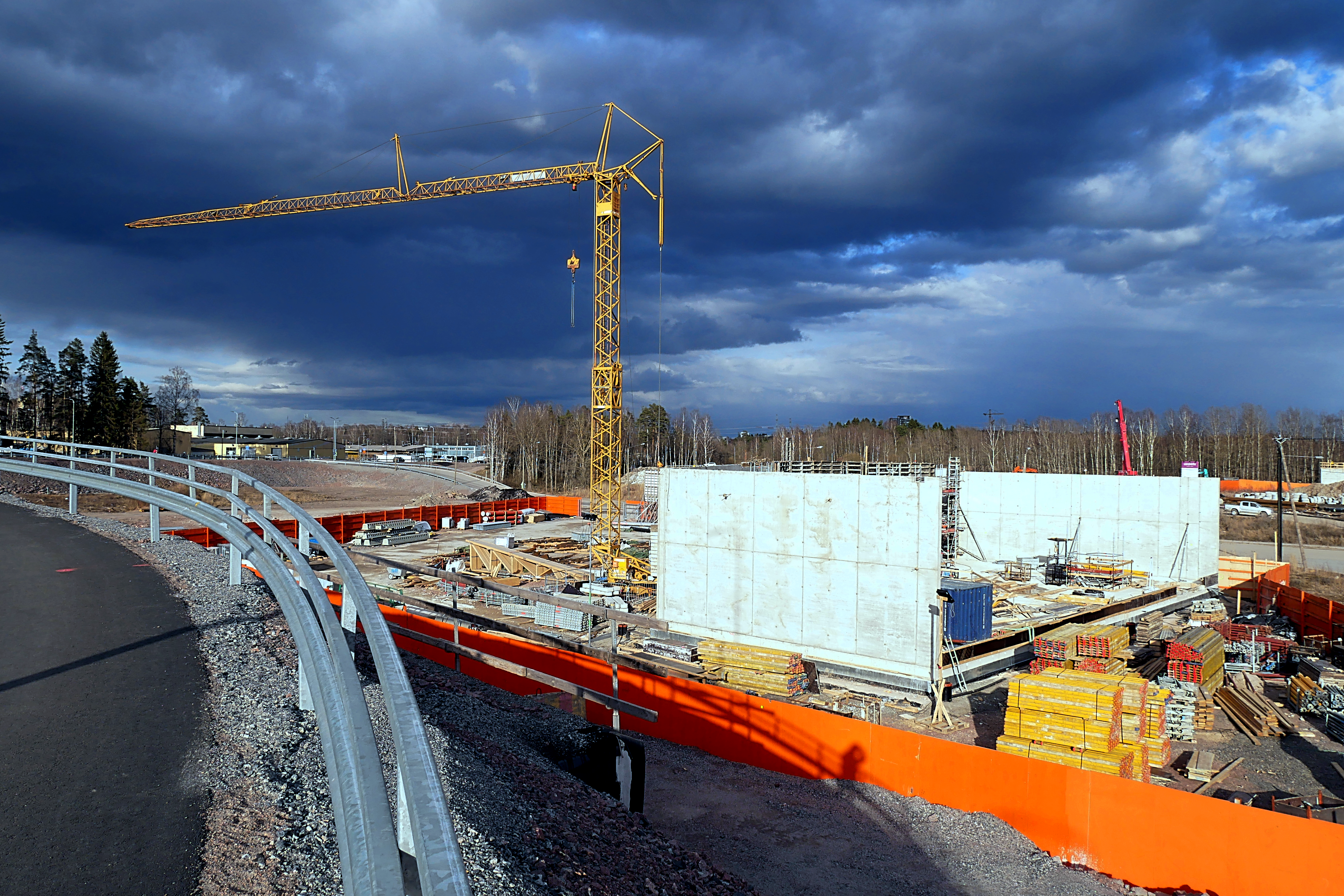
Mars 2020.
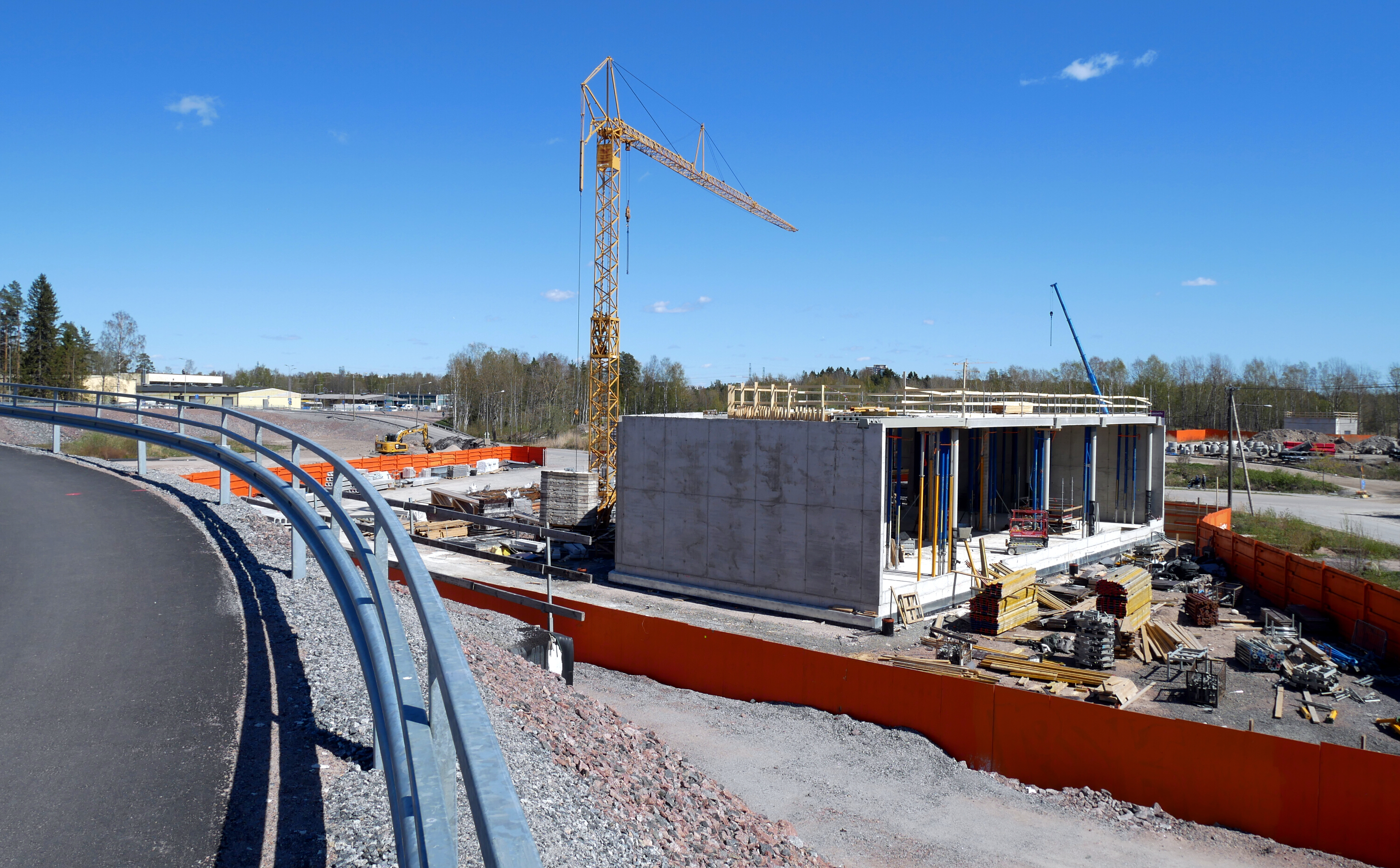
Mai 2020.